# 3000 metri piani
I 3 000 metri piani sono una specialità sia maschile che femminile dell'atletica leggera. Sono considerati una gara di mezzofondo e fino al 1992, in campo femminile, sono stati una specialità olimpica e mondiale; in seguito sono stati sostituiti dai 5000 metri piani.
La specialità maschile non è invece mai stata specialità olimpica e mondiale. Si possono trovare gare sui 3000 m piani in occasione di alcuni meeting di atletica leggera.

## Caratteristiche
Dato che un giro di una pista di atletica leggera è lungo 400 m (misurati a 20 cm di distanza dal bordo interno), per percorrere 3000 m gli atleti devono percorrere 7,5 giri di pista (quindi la linea di partenza è situata dalla parte opposta rispetto alla linea d'arrivo).
Nelle gare indoor i 3000 m piani si svolgono percorrendo 15 giri interi di pista (lunga 200 metri).

## Record

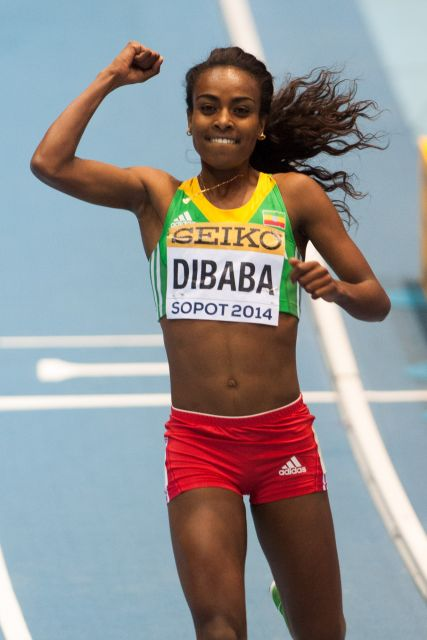
Genzebe Dibaba, primatista mondiale indoor di specialità

I record mondiali di questa specialità sono 7'17''55 per gli uomini e 8'06"11 per le donne, stabiliti rispettivamente dal norvegese Jakob Ingebrigtsen a Chorzów nel 2024 e dalla cinese Wang Junxia a Pechino nel 1993. I primati mondiali indoor appartengono a Lamecha Girma, con il tempo di 7'23"81 stabilito a Lievin nel 2023, e all'etiope Genzebe Dibaba, che nel 2014 a Stoccolma ha corso in 8'16"60.

### Maschili
Statistiche aggiornate al 25 agosto 2024.
|                             | Tempo     | Atleta              | Luogo     | Data              |
| --------------------------- | --------- | ------------------- | --------- | ----------------- |
| Record mondiale             | 7'17"55   | Jakob Ingebrigtsen  | Chorzów   | 25 agosto 2024    |
| Record africano             | 7'20"67   | Daniel Komen        | Rieti     | 1º settembre 1996 |
| Record asiatico             | 7'30"76   | Jamal Bilal Salem   | Doha      | 13 maggio 2005    |
| Record europeo              | 7'17"55 + | Jakob Ingebrigtsen  | Silesia   | 25 agosto 2024    |
| Record nord-centroamericano | 7'25"47   | Grant Fisher        | Eugene    | 17 settembre 2023 |
| Record oceaniano            | 7'28"02   | Stewart McSweyn     | Roma      | 17 settembre 2020 |
| Record sudamericano         | 7'37"15   | Santiago Catrofe    | Zagabria  | 10 settembre 2023 |
| Record nazionale            | 7'37"90   | Yemaneberhan Crippa | Gateshead | 13 luglio 2021    |

### Femminili
Statistiche aggiornate al 27 settembre 2024.
|                             | Tempo       | Atleta                        | Luogo     | Data              |
| --------------------------- | ----------- | ----------------------------- | --------- | ----------------- |
| Record mondiale             | 8'06"11     | Wang Junxia                   | Pechino   | 13 settembre 1993 |
| Record olimpico             | 8'26"53     | Tat'jana Samolenko-Dorovskich | Seul      | 25 settembre 1988 |
| Record africano             | 8'16"60 (i) | Genzebe Dibaba                | Stoccolma | 6 febbraio 2014   |
| Record asiatico             | 8'06"11     | Wang Junxia                   | Pechino   | 13 settembre 1993 |
| Record europeo              | 8'18"49     | Sifan Hassan                  | Palo Alto | 30 giugno 2019    |
| Record nord-centroamericano | 8'20"87 (i) | Elle St.Pierre                | Glasgow   | 2 marzo 2024      |
| Record oceaniano            | 8'24"20     | Georgia Griffith              | Oslo      | 30 maggio 2024    |
| Record sudamericano         | 8'43"26     | Joselyn Daniely Brea          | Chorzów   | 16 luglio 2023    |
| Record nazionale            | 8'26"27     | Nadia Battocletti             | Rabat     | 25 maggio 2025    |

### Maschili indoor
Statistiche aggiornate al 8 febbraio 2025.
|                             | Tempo   | Atleta            | Luogo    | Data             |
| --------------------------- | ------- | ----------------- | -------- | ---------------- |
| Record mondiale             | 7'22"91 | Grant Fisher      | New York | 8 febbraio 2025  |
| Record africano             | 7'23"81 | Lamecha Girma     | Liévin   | 15 febbraio 2023 |
| Record asiatico             | 7'31"77 | Birhanu Balew     | Liévin   | 17 febbraio 2022 |
| Record europeo              | 7'24"68 | Mohamed Katir     | Liévin   | 15 febbraio 2023 |
| Record nord-centroamericano | 7'22"91 | Grant Fisher      | New York | 8 febbraio 2025  |
| Record oceaniano            | 7'34"50 | Craig Mottram     | Boston   | 26 gennaio 2008  |
| Record sudamericano         | 7'49"46 | Jacinto Navarrete | Siviglia | 10 marzo 1991    |
| Record nazionale            | 7'38"42 | Pietro Arese      | Metz     | 3 febbraio 2024  |

### Femminili indoor
Statistiche aggiornate all'20 febbraio 2023.
|                             | Tempo   | Atleta                    | Luogo        | Data             |
| --------------------------- | ------- | ------------------------- | ------------ | ---------------- |
| Record mondiale             | 8'16"60 | Genzebe Dibaba            | Stoccolma    | 6 febbraio 2014  |
| Record africano             | 8'16"60 | Genzebe Dibaba            | Stoccolma    | 6 febbraio 2014  |
| Record asiatico             | 8'39"64 | Winfred Yavi              | Val-de-Reuil | 14 febbraio 2020 |
| Record europeo              | 8'26"41 | Laura Muir                | Karlsruhe    | 4 febbraio 2017  |
| Record nord-centroamericano | 8'25"05 | Alicia Monson             | New York     | 11 febbraio 2023 |
| Record oceaniano            | 8'38"14 | Kimberley Smith           | Boston       | 27 gennaio 2007  |
| Record sudamericano         | 8'57"59 | Fedra Aldana Luna Sambran | Val-de-Reuil | 4 febbraio 2023  |
| Record nazionale            | 8'30"82 | Nadia Battocletti         | Liévin       | 13 febbraio 2025 |

Legenda:
: record mondiale
: record olimpico
: record africano
: record asiatico
: record europeo
: record nord-centroamericano e caraibico
: record oceaniano
: record sudamericano
: record italiano

## Migliori atleti

### Maschili outdoor
Statistiche aggiornate al 25 agosto 2024.
|     | Tempo   | Atleta               | Luogo     | Data              |
| --- | ------- | -------------------- | --------- | ----------------- |
| 1.  | 7'17"55 | Jakob Ingebrigtsen   | Silesia   | 25 agosto 2024    |
| 2.  | 7'20"67 | Daniel Komen         | Rieti     | 1º settembre 1996 |
| 3.  | 7'21"28 | Berihu Aregawi       | Silesia   | 25 agosto 2024    |
| 4.  | 7'23"09 | Hicham El Guerrouj   | Bruxelles | 3 settembre 1999  |
| 5.  | 7'23"64 | Yomif Kejelcha       | Eugene    | 17 settembre 2023 |
| 6.  | 7'25"02 | Ali Saidi-Seif       | Monaco    | 18 agosto 2000    |
| 7.  | 7'25"09 | Haile Gebrselassie   | Bruxelles | 28 agosto 1998    |
| 8.  | 7'25"11 | Noureddine Morceli   | Monaco    | 2 agosto 1994     |
| 9.  | 7'25"47 | Grant Fisher         | Eugene    | 17 settembre 2023 |
| 10. | 7'25"48 | Telahun Haile Bekele | Eugene    | 17 settembre 2023 |

### Femminili outdoor
Statistiche aggiornate al 28 agosto 2021.
|     | Tempo   | Atleta                  | Luogo     | Data              |
| --- | ------- | ----------------------- | --------- | ----------------- |
| 1.  | 8'06"11 | Wang Junxia             | Pechino   | 13 settembre 1993 |
| 2.  | 8'12"18 | Qu Yunxia               | Pechino   | 13 settembre 1993 |
| 3.  | 8'16"50 | Zhang Linli             | Pechino   | 13 settembre 1993 |
| 4.  | 8'18"49 | Sifan Hassan            | Palo Alto | 30 giugno 2019    |
| 5.  | 8'19"08 | Francine Niyonsaba      | Parigi    | 28 agosto 2021    |
| 6.  | 8'19"52 | Ejgayehu Taye           | Parigi    | 28 agosto 2021    |
| 7.  | 8'19"78 | Ma Liyan                | Pechino   | 12 settembre 1993 |
| 8.  | 8'20"07 | Konstanze Klosterhalfen | Palo Alto | 30 giugno 2019    |
| 9.  | 8'20"27 | Letesenbet Gidey        | Palo Alto | 30 giugno 2019    |
| 10. | 8'20"68 | Hellen Obiri            | Doha      | 9 maggio 2014     |

### Maschili indoor
Statistiche aggiornate al 8 febbraio 2025.
|     | Tempo   | Atleta             | Luogo     | Data             |
| --- | ------- | ------------------ | --------- | ---------------- |
| 1.  | 7'22"91 | Grant Fisher       | New York  | 8 febbraio 2025  |
| 2.  | 7'23"14 | Cole Hocker        | New York  | 8 febbraio 2025  |
| 3.  | 7'23"81 | Lamecha Girma      | Liévin    | 15 febbraio 2023 |
| 4.  | 7'24"68 | Mohamed Katir      | Liévin    | 15 febbraio 2023 |
| 5.  | 7'24"90 | Daniel Komen       | Budapest  | 6 febbraio 1998  |
| 6.  | 7'24"98 | Getnet Wale        | Liévin    | 9 febbraio 2021  |
| 7.  | 7'26"10 | Selemon Barega     | Liévin    | 9 febbraio 2021  |
| 8.  | 7'26"15 | Haile Gebrselassie | Karlsruhe | 25 gennaio 1998  |
| 9.  | 7'26"20 | Berihu Aregawi     | Karlsruhe | 28 gennaio 2022  |
| 10. | 7'27"80 | Yenew Alamirew     | Stoccarda | 5 febbraio 2011  |

### Femminili indoor
Statistiche aggiornate al 25 febbraio 2023.
|     | Tempo   | Atleta            | Luogo      | Data             |
| --- | ------- | ----------------- | ---------- | ---------------- |
| 1.  | 8'16"60 | Genzebe Dibaba    | Stoccolma  | 6 febbraio 2014  |
| 2.  | 8'16"69 | Gudaf Tsegay      | Birmingham | 25 febbraio 2023 |
| 3.  | 8'23"24 | Dawit Seyaum      | Liévin     | 17 febbraio 2022 |
| 4.  | 8'23"72 | Meseret Defar     | Stoccarda  | 3 febbraio 2007  |
| 5.  | 8'23"74 | Meselech Melkamu  | Stoccarda  | 3 febbraio 2007  |
| 6.  | 8'25"05 | Alicia Monson     | New York   | 11 febbraio 2023 |
| 7.  | 8'25"27 | Sentayehu Ejigu   | Stoccarda  | 6 febbraio 2010  |
| 8.  | 8'25"70 | Karissa Schweizer | Boston     | 27 febbraio 2020 |
| 9.  | 8'26"41 | Laura Muir        | Karlsruhe  | 4 febbraio 2017  |
| 10. | 8'26"66 | Shelby Houlihan   | Boston     | 27 febbraio 2020 |